# Pizzoccheri
Los pizzoccheri (en singular, pizzocchero) son un tipo de pasta originario de la Valtelina, en la provincia italiana de Sondrio. Se caracterizan por el uso mayoritario de harina de trigo sarraceno, lo que les da un color grisáceo.

## Orígenes
Según Giuseppe Baretta, investigador de la Biblioteca Nazionale Braidense, el trigo sarraceno se usa en la cocina de la zona desde el siglo XIV. El origen de los pizzoccheri puede remitirse a finales de la Edad Media, puesto que Ortensio Lando menta en 1548 en su obra Catalo dell'inventario delle cose che si mangiano, et delle bevande c'heggedì s'usano a los pinzocheri como una comida en el área de Como, bajo cuyo dominio y el del Milanesado se encontraba la Valtelina, alternándose como parte de las disputas entre güelfos y gibelinos.
En el periodo desde el siglo XVI al XVIII la Valtelina perteneció al cantón de los Grisones, y en una obra sobre este Heinrich Lehmann habla sobre los perzockel, que describe como unos tallarines de harina y huevo que, una vez cocidos, se condimentan con mantequilla y queso.
Los pizzoccheri están reconocidos con el sello PAT (Prodotti agroalimentari tradizionali, Productos agroalimentarios tradicionales italianos). En 2016 se obtiene finalmente el reconocimiento IGP, después de que en 2002 un consorcio de productores hubiera lanzado el Comitato per la Valorizzazione dei Pizzoccheri della Valtellina con este como uno de sus objetivos.

## Elaboración

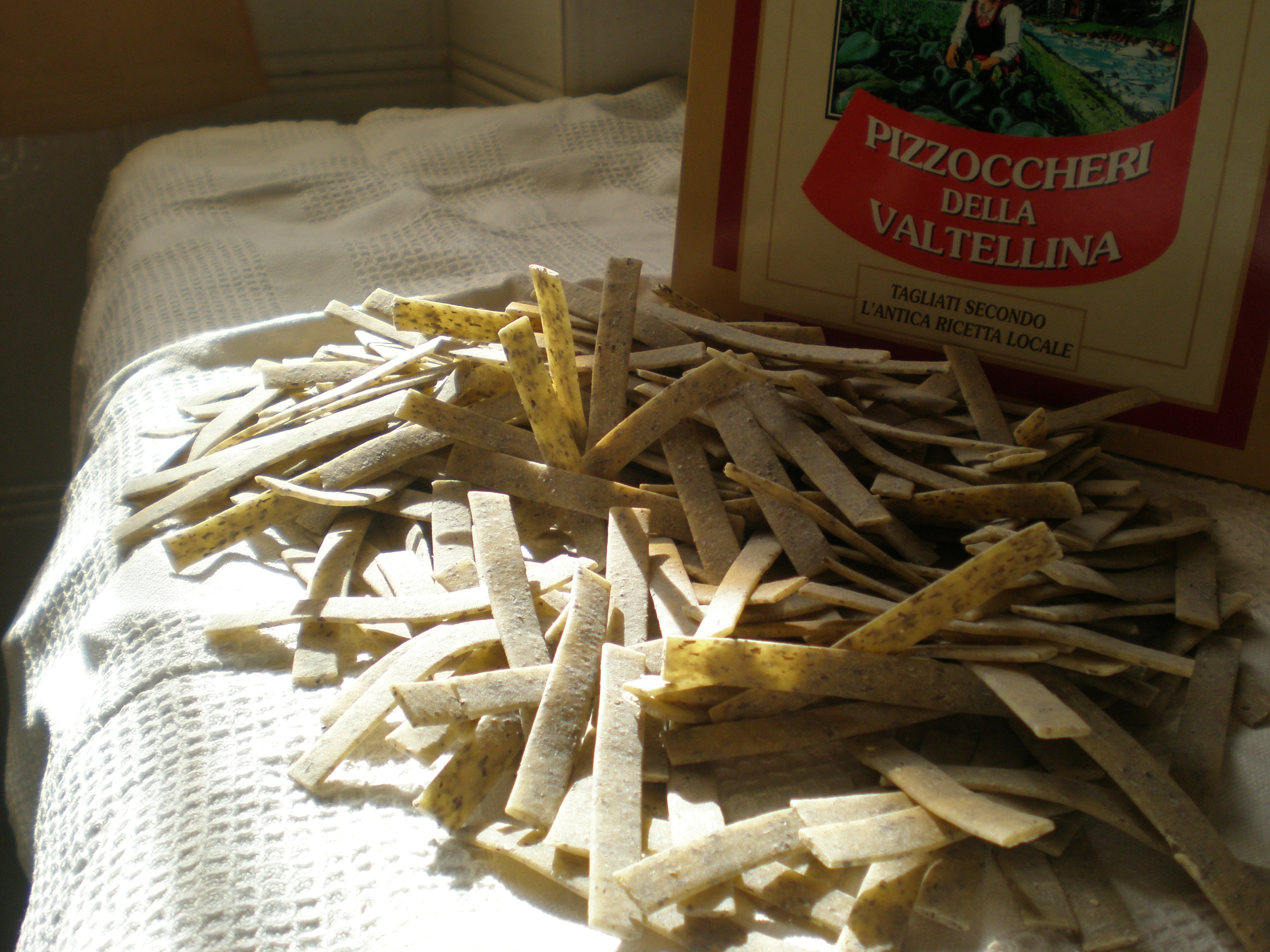
Pizzoccheri secos

Para la elaboración de los pizzoccheri se mezclan harina blanca de trigo común y harina de trigo sarraceno o alforfón en una proporción que varía según las fuentes, pero siempre siendo mayoritaria la segunda. La Accademia del Pizzocchero de Teglio, una organización centrada en este alimento, propone en su receta un 80% de harina de trigo sarraceno.
Ambas harinas se mezclan con agua formando una masa como ocurre con cualquier otra pasta, para después cortarla en pequeñas tiras planas de aproximadamente 8 cm de largo, 2 o 3 mm de espesor y un ancho variable entre 5 mm y 1 cm.
La elaboración sigue siendo manual en muchos casos, siendo esta incentivada en diversas ferias y eventos en la Valtelina, pero también se comercializa la elaborada industrialmente lista para cocer, ya sea fresca, que requiere refrigeración y consumo a corto plazo, o seca, de larga conservación.

## Receta

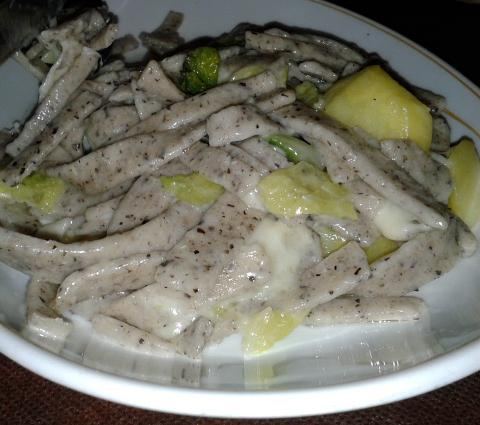
Un plato de pizzoccheri alla valtellinese.

Aunque los pizzoccheri son tan versátiles como cualquier otro tipo de pasta, la receta tradicional y más utilizada es conocida como Pizzoccheri alla Valtellinese. En ella se cuecen en agua salada junto a patata troceada y verdura: típicamente verza (aunque similar a la berza realmente es col de Saboya), espinacas o acelgas. Una vez cocidos y colados se mezclan con dados de queso Valtellina Casera y un queso rallado como el Grana Padano o el parmesano.
A la mezcla se le incorpora un poco de cebolla o ajo sofrito previamente en mantequilla y, ya emplatado, cada comensal añade pimienta negra molida a su gusto o más bien, de acuerdo con la tradición, se recomienda Pesteda valtellinese.